# Karl Waitzmann

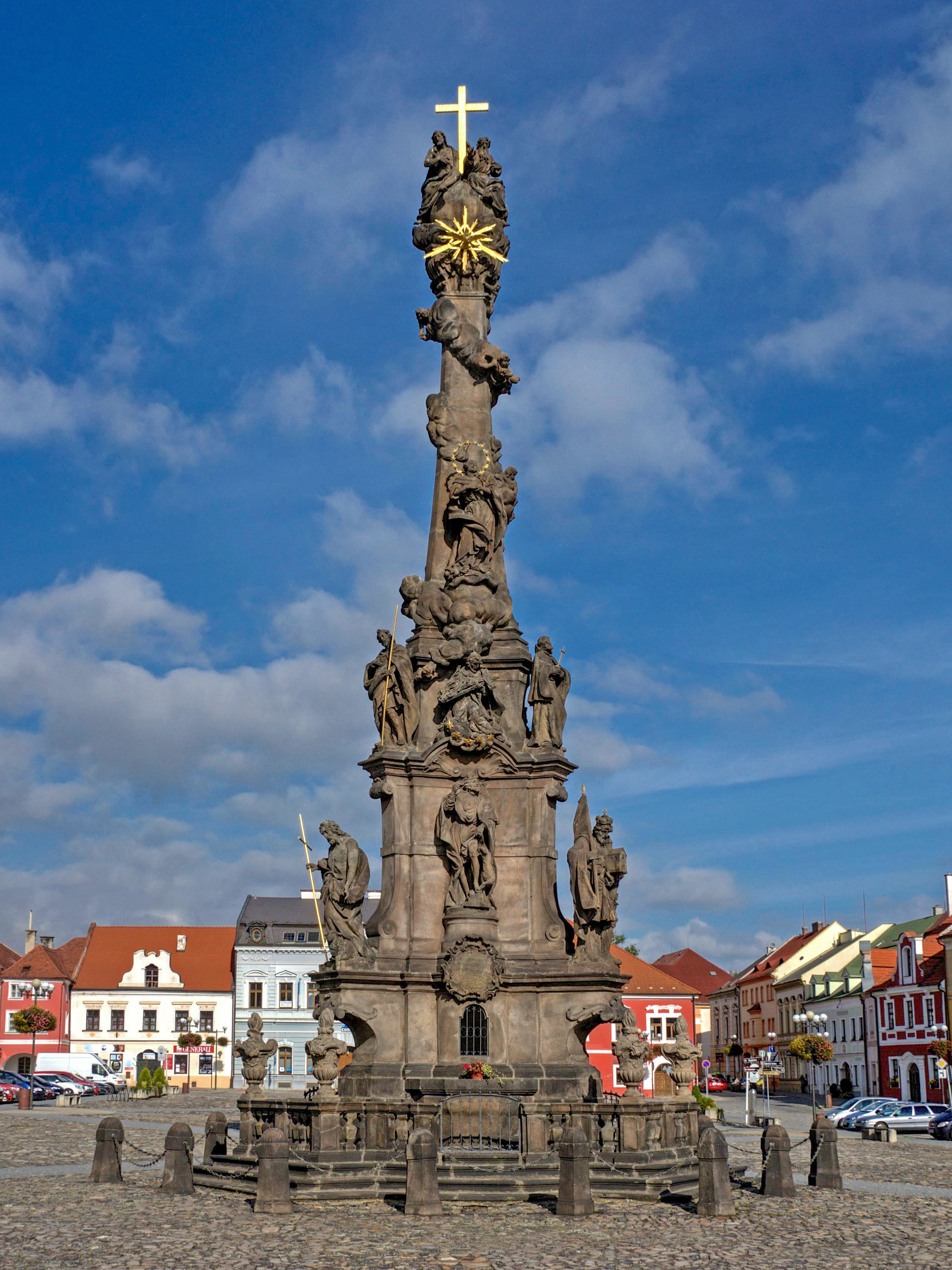
Dreifaltigkeitssäule auf dem Ringplatz in Kaaden (Kadaň)

Karl Johann Waitzmann (* 16. Januar 1713 in Graz als Carolus Lazerus Waizmann; † 26. Oktober 1785 in Kaaden) war ein österreichischer Bildhauer, der in Nordböhmen tätig war.
Aus dem Leben von Karl Waitzmann ist wenig bekannt. Geboren wurde er 1713 in Graz als Sohn des kaiserlichen Münzwardein Franz (Franciscus) Waizmann und dessen Ehefrau Maria Theresia. Im Jahr 1738 beantragte er für sich und seinen Sohn das Bürgerrecht in Kaaden. In zweiter Ehe heiratete er Rosalia, geb. Plath (1733–1778) und kaufte 1748 ein Haus in der Wassergasse, jetzt ul. Čechova Nr. 145. Dort verbrachte er als geachteter Bürger und Gemeindeältester seinen Lebensabend. Er starb im Alter von 71 Jahren, sein Sohn Anton führte die Werkstatt weiter.

## Werke

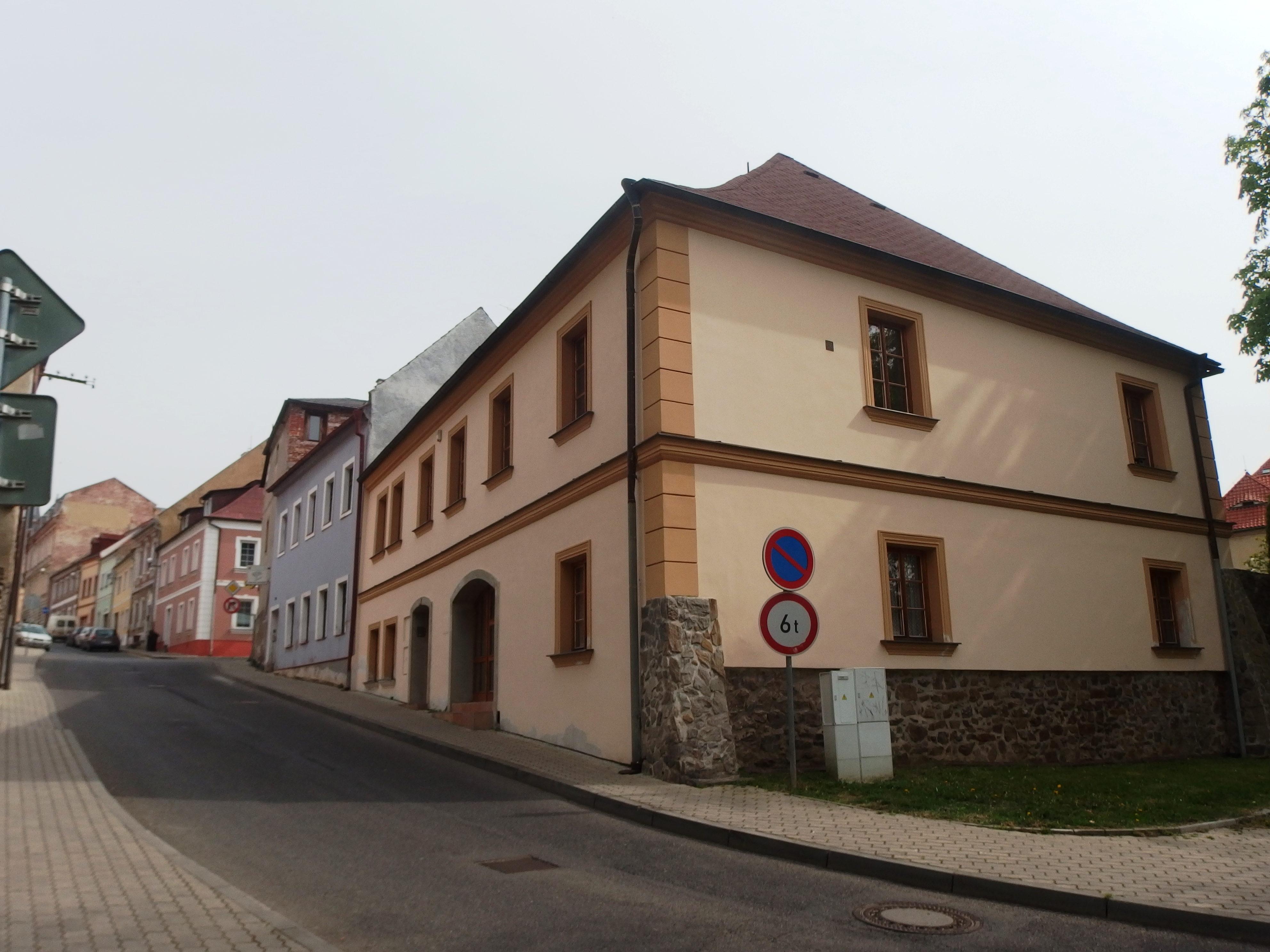
Haus von Karl Waitzmann in Kaaden

- Dreifaltigkeitssäule (Sloup Nejsvětější Trojice) mit zahlreichen Heiligen-Statuen auf dem Ringplatz in Kadaň (Kaaden) (1753–1755)
- Statue des hl. Peregrinus (Socha sv. Jana Peregrina) in Kadaň, ul. Jarošova
- Hauptaltar der Kirche der hl. Familie am Elisabethkloster in Kadaň (1754)
- Christus- und  Marienstatue und die Statuen des hl. Josef, hl. Zacharias und der hl. Elisabeth an der Treppe zur Kirche der hl. Familie am Elisabethkloster in Kadaň (1755)[3]
- Dreifaltigkeitsstatue am Haus Ringplatz Nr. 86 in Kadaň[4]
- Holzskulpturen, Altar und Kanzel (1765) in der Wallfahrtskirche St. Peter und Paul in Březno (Priesen bei Komotau)[5]
- Ausstattung der Kirche St. Michael in Ostrov (Schlackenwerth), zusammen mit dem Maler Elias Dollhopf[6]
- Hauptaltar und Seitenaltäre der ehem. Kirche Mariä Himmelfahrt (Nanebevzetí Panny Marie) mit den Statuen des hl. Wenzel, hl. Veit, hl. Adalbert und hl. Johannes von Nepomuk in Svatobor (Zwetbau), OT von Doupovské Hradiště (1767). Die Kirche wurde 1966 zerstört, die Statuen befinden sich jetzt in der Kreuzkirche Karlsbad-Fischern (Kostel Povýšení sv. Kříže, Karlovy Vary-Rybáře).[7][8]
- Skulpturen des Hl. Franziskus (Pater seraphicus) und von Allegorien der sieben Tugenden (1770) an der Kirche Mariä Himmelfahrt in Most, urspr. im Minoritenkloster am II. Platz in Alt-Brüx (Bild)
- Vasen von der ehem. Minoritenkirche in Alt-Brüx, jetzt am Regionalmuseum Most

## Bilder

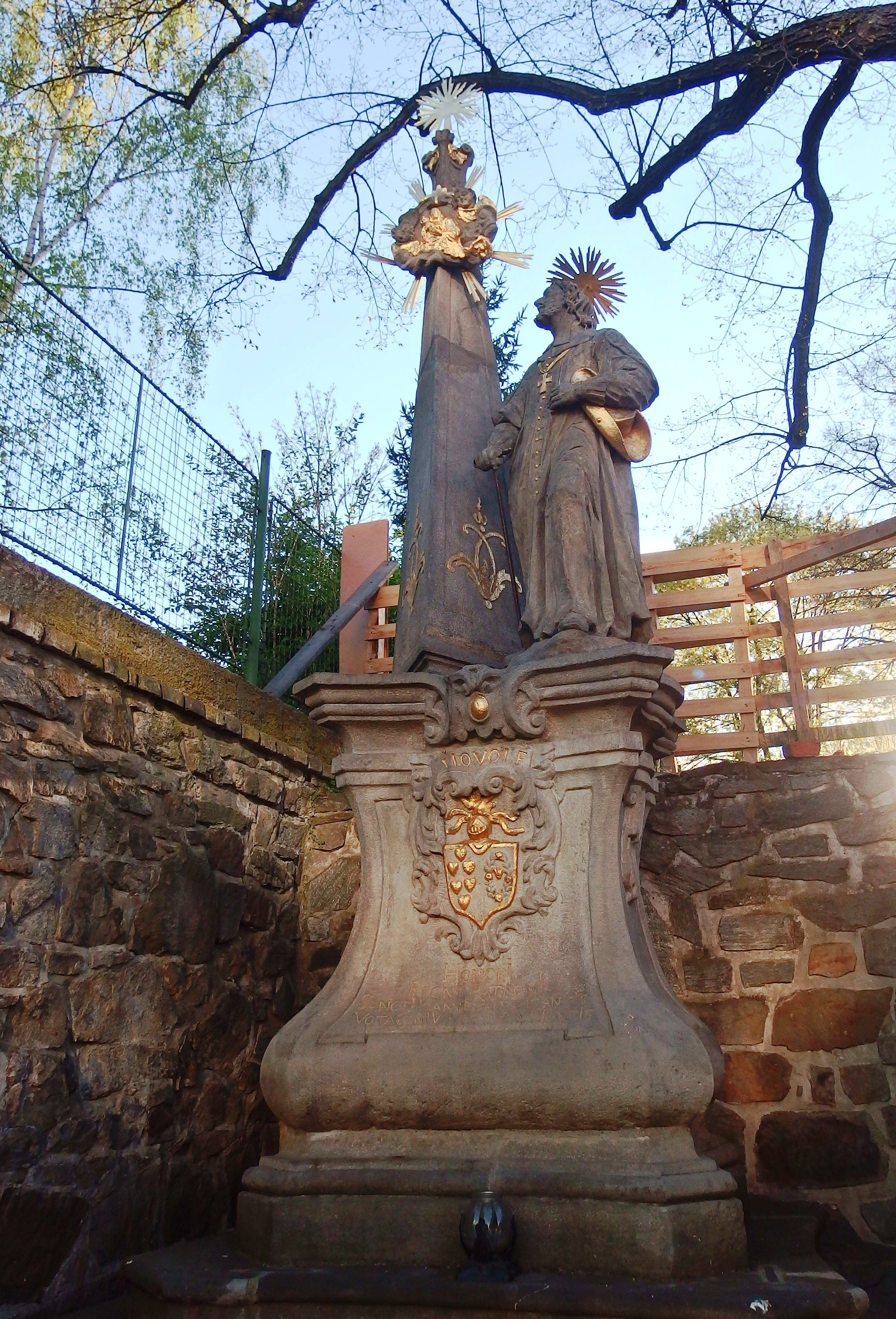
Statue des hl. Peregrinus in Kaaden (Kadaň)
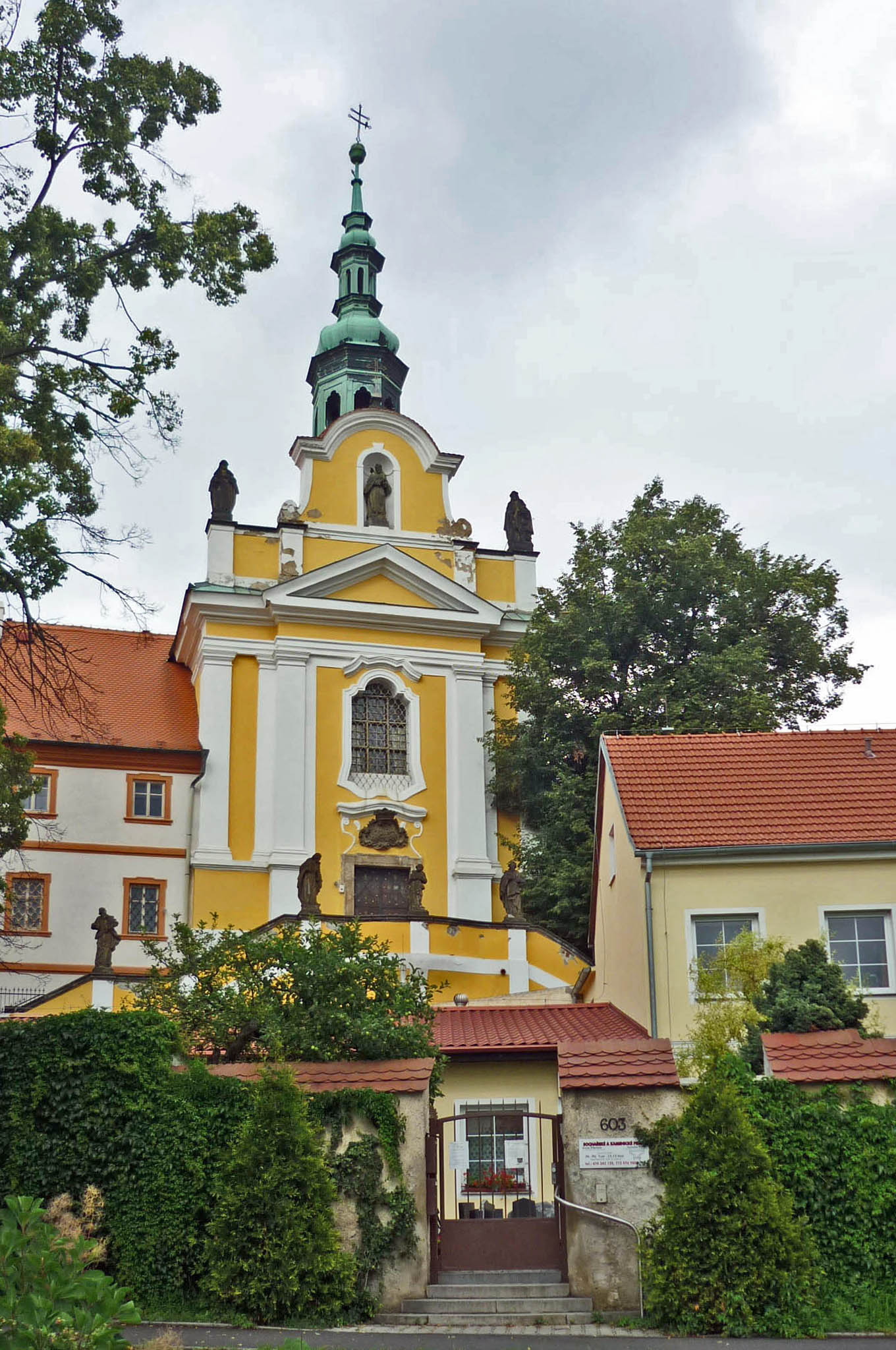
Skulpturen an der Kirche der hl. Familie (Elisabethkloster) in Kaaden
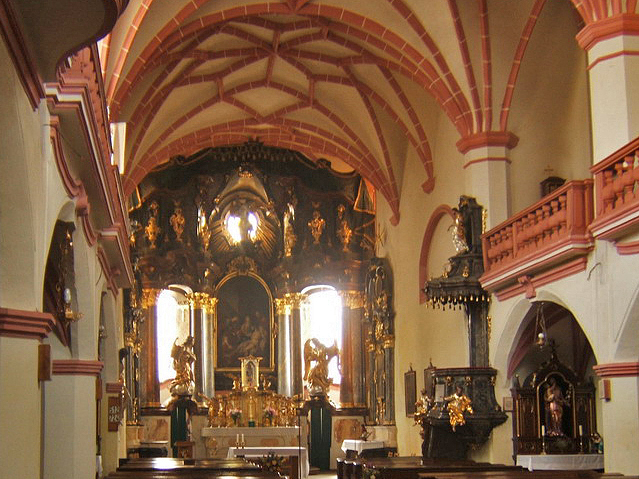
Altarraum der Kirche St. Michael in Schlackenwerth
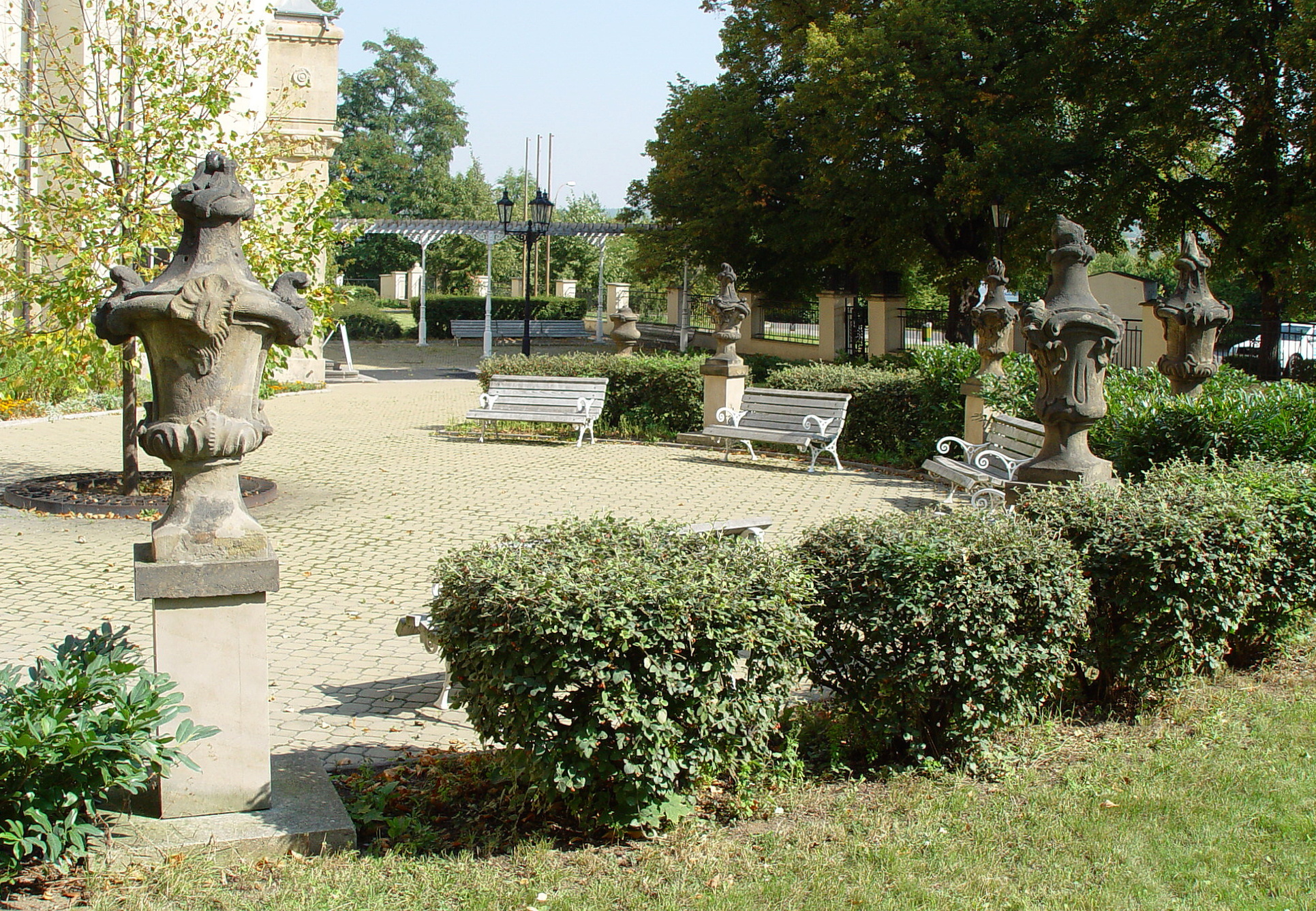
Schmuckvasen von der Minoritenkirche, jetzt am Regionalmuseum in Most
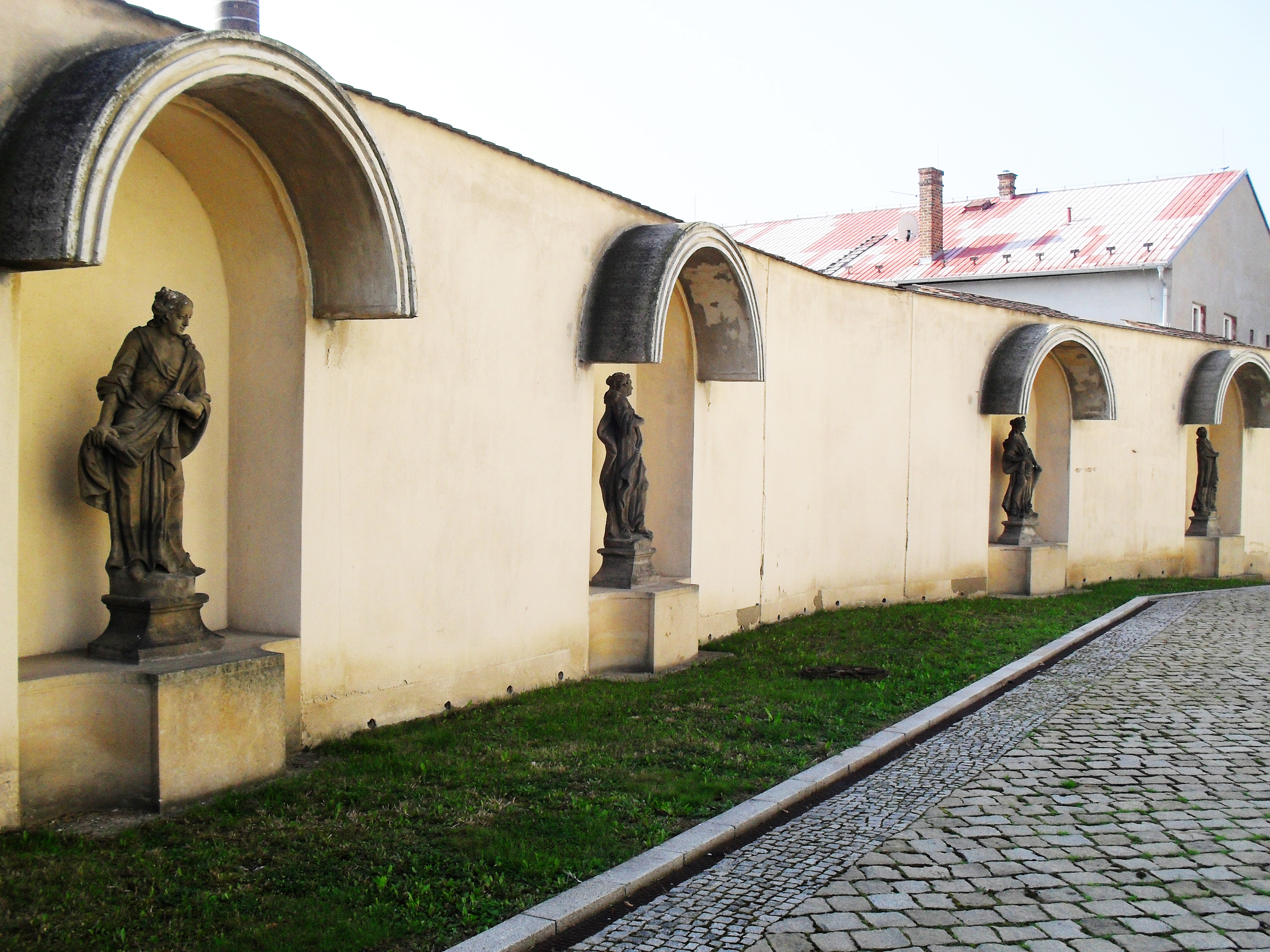
Pater seraphicus und Allegorien der sieben Tugenden an der Kirche Mariä Himmelfahrt in Most
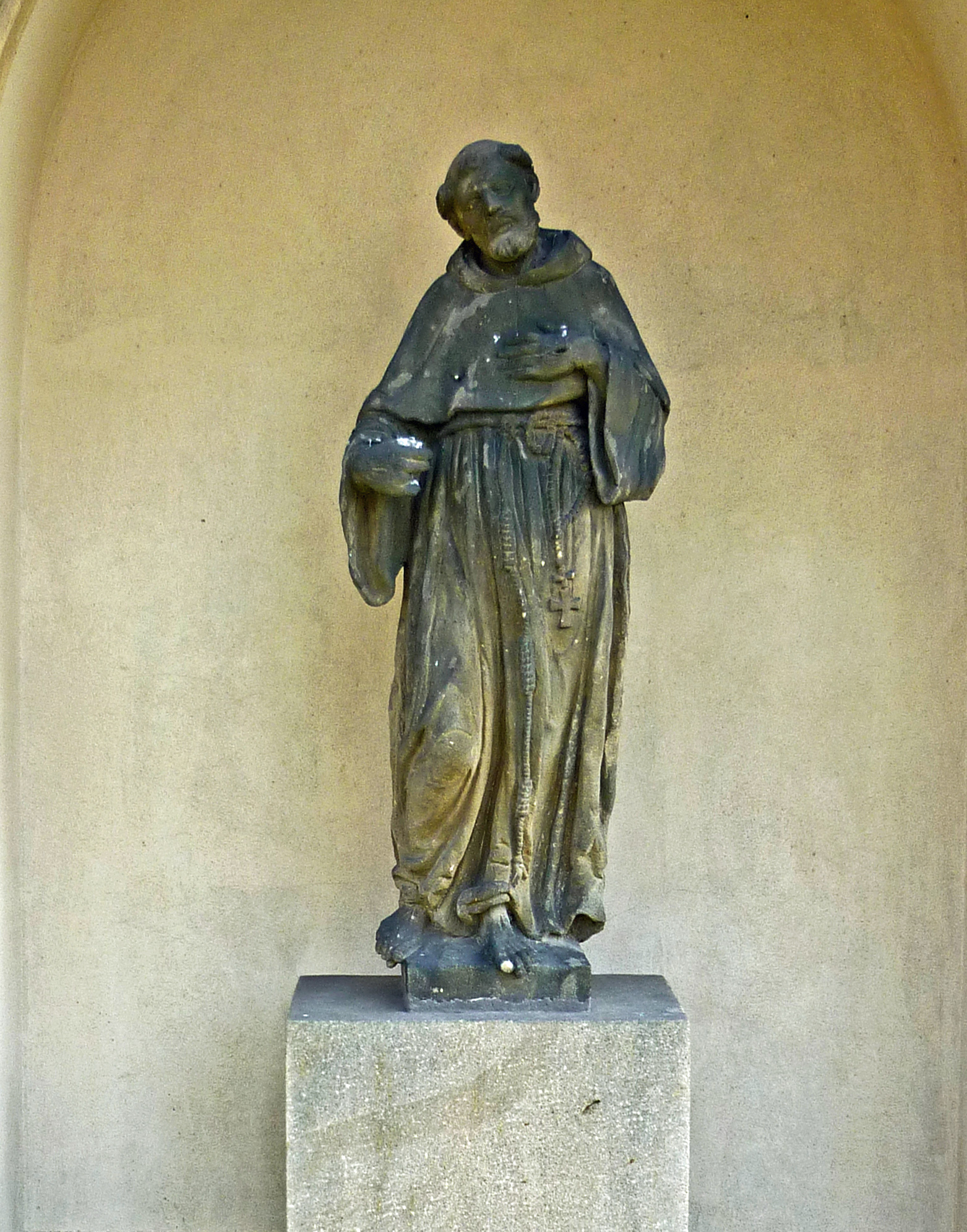
Franz von Assisi an der Kirche Mariä Himmelfahrt in Most